# 職業リハビリテーション
職業リハビリテーション（しょくぎょうリハビリテーション、Vocational Rehabilitation）は、1983年国際労働機関168号勧告によれば「障害者が適当な雇用に就き、それを継続し、かつ、それにおいて向上することができるようにすること及びそれにより障害者の社会への統合又は再統合を促進すること」を目的とされている。これを受けて障害者の職業リハビリテーション及び雇用に関する条約（159号）が成立し、日本は批准している。
「障害者の雇用の促進等に関する法律」の第二条７では、職業リハビリテーションを「障害者に対して職業指導、職業訓練、職業紹介その他この法律に定める措置を講じ、その職業生活における自立を図ることをいう。」と定義し、同法第二章（第８条～第33条）は「職業リハビリテーションの推進」にあてられ、公共職業安定所（ハローワーク）による職業紹介等、障害者職業センター、障害者就業・生活支援センターの業務を定めている。

## 職業リハビリテーションの原則
「障害者の雇用の促進等に関する法律」第８条「職業リハビリテーションの原則」では次の２点があげられている。
1. 職業リハビリテーションの措置は、障害者各人の障害の種類及び程度並びに希望、適性、職業経験等の条件に応じ、総合的かつ効果的に実施されなければならない。
2. 職業リハビリテーションの措置は、必要に応じ、医学的リハビリテーション及び社会的リハビリテーションの措置との適切な連携の下に実施されるものとする。

## メンタルヘルス関連
| 予 防          | 1. 全体的 2. 選択的 3. 指示的                                                                                               |
| 治 療 と リ ハ | 1. 症例特定 2. 早期介入 3. 根拠に基づく治療 4. 再発防止 5. 技能訓練 6. 援助付き雇用 7. 認知の改善 8. 包括的ケアマネジメント |

リワーク(Rework)とは、うつ病、双極性障害などの精神病患者が病気から回復したのち、職場に復帰するための訓練を行う場、施設、プログラムなどをいう。
うつ病、双極性障害などの精神障害患者が病気から回復して社会復帰を果たし、職場に戻ったものの再び病状が悪化するなどして、再休職したり、退職したりする場合が多くあった。原因としては、十分な職場復帰のプロセスを回復期に行っていなかったことが挙げられる。また、復帰先の会社・自治体等においても病から社会復帰した社員・職員を十分に受け入れる体制が整っていないことが挙げられる。このような事態に陥らないため、会社と患者を橋渡しをして、十分な知識を享受するための事業・リワークプログラムが厚生労働省により立ち上げられた。管轄の独立行政法人高齢・障害・求職者雇用支援機構（JEED）が事業をおこない、それぞれの都道府県にある地域障害者職業センターが実施する。リワークにより、復職後の再休職率がリワークに参加していない人に比べて低下していることが報告されている。

### 病院・診療所のデイケアサービスによるリワーク
病院・診療所の精神科デイケアサービスによるリワークが行われている。国民健康保険・社会保険が適応される。負担は3割となる。1日あたり2,000円程度となる。また、自立支援医療の適応を受ける人は原則1割負担(所得に応じて上限あり)となる。1日あたり800円程度となる。直近に収入がなければ医師の診察・調剤薬局での費用と合算して月額2,500円で利用可能である。対象は、病院・診療所の患者で主治医に参加が認められたものとなる。現在開設されているリワークのほとんどはうつ病・抑うつ状態の患者が対象であり、 双極性障害・統合失調症・睡眠障害・社会不安障害などの患者を受け入れているリワークは少ない。費用が発生するデメリットがあるが、上記のリワークに比べて手続きが少なくて済み、早期にリワークに参加することができる。また患者の症状に合わせたきめ細かいサービスを受けることができる。期間はうつ病のケースで5か月間程度としているところが多いが、患者の症状や復職期限などの事情に合わせて柔軟に対応している。
リワークプログラムとしては、個別プログラム、リラクゼーション、心理教育、認知行動療法、グループワーク、模擬復職、 ディスカッションなどを組み合わせたものとなっている。リワークには臨床心理士のほか、看護師、保健師などが担当し、精神科医が統括する。あくまで、医療の延長線上で行われているものであり、会社との仲介などを行うことができない。会社との復職に向けての話し合いや短縮勤務などのリハビリ出勤の認定などは、 産業医・人事担当者・直属の上司と本人が直接話し合って決める必要がある。

### JEEDが行うリワーク
各都道府県にある独立行政法人 高齢・障害・求職者雇用支援機構（JEED）が行うリワークである。雇用保険から費用が負担される。利用者は負担なし。対象は雇用保険の対象者であり、主に会社員などが対象である。公務員・自営業者は対象とされない。
利用は、在住する都道府県のセンターのほか、勤務先の都道府県のセンターも利用可能である。職員と本人が主治医と雇用主（実際は人事担当者や産業医など）に直接面談を行い、 それぞれに書面において正式にリワーク実施についての許可をもらう必要がある。そのほか、心理検査や職業能力検査などが実施される。職員などの数回の面談も含め、事務手続きなどが必要となるため、実際にリワークが開始されるまでには3か月以上かかる。この間、職員との面談や仮入所などが行われる都道府県が多い。実際のリワークの期間は2か月程度である。ただし、復職期限が迫っている利用者については例外的に期間を短縮することが認められている。
リワークプログラムとしては、個別プログラム、リラクゼーション、復職経験者による講演などがある。都道府県によって実施される内容が異なる。リワークには臨床心理士が担当する。リワークの職員（臨床心理士）は、人事担当者や職場の上司と面談を行い、必要な情報提供、 利用者が職場に復帰しやすいように短縮勤務・リハビリ勤務の提案、復帰後の待遇などの助言を行う。復職後は、職員が支援を行わず、産業医や知識を持った人事担当者・職場の上司にゆだねられることになる。復職後再休職しても、既に復職のための知識や方法論などは身についているとの立場から、 再度リワークを受けることは原則できない。

### 対象者
うつ病・抑うつ状態の回復期の患者がほとんどである。多くが会社のリワークへの参加・修了を条件に復職を認めるとしている。
産業医や人事担当者から勧められて参加するものが多い。
しかし、リワークの存在自体はあまり知られておらず、これらの多くは大企業に偏っており、
中小企業においてはリワークの紹介すらされていない現実がある。デイケアサービスのリワークは主治医からの指示で参加となる。
他の精神疾患（統合失調症患者の社会参画を目的としたデイケアなど）のデイケアサービスとは違い、
うつ病・抑うつ状態などの回復期の患者が対象であり、更には病気になる前は会社員・公務員として働いていた社会人である。
リワークサービスから与えられて何かをするということは少なく、
寧ろ、自ら主体的にリワークの時間を活用して主体的に復職に向けた取り組みを行う必要がある。
スタッフも必要以上に利用者に関与しない。もちろん困ったことや分からないことがあればいつでもスタッフは相談に応じてくれる。
また、双極性障害の患者に対しては看護師・保健師の立場から必要に応じて助言や注意を与えることがある。

## 世界のリワークと歴史
欧米においてはすでに定着しているが、日本においてはここ数年のうちに始まったばかりの事業である。アジア・オセアニア・南米・アフリカにおいてはほとんど普及していない。病院・診療所では数は少ないが昭和時代から類似の事業が行われてきた。近年、精神科のデイケアサービスとして保険適応されるようになった。そのため、施設の数が患者に比べて圧倒的に少ないのが現実である。患者の多くがリワークを経ないまま、復職をしており、多くが再休職と復職を繰り返す悪循環になっているのが現実である。リワークの普及が今後の課題となっている。日本の厚生労働省マニュアル規定では、スムーズな復帰支援のため「慣れた職場に戻す」という観点から「原職復帰の原則」を運用しているが、日本精神神経科診療所協会会長で産業医も務める渡辺洋一郎によると「この原則こそが再発防止のネックになっていることも少なくない」とし、また「経営者は従業員のよりよい職場適応を図ることが重要と認識し、産業医がそのための専門性を高めることが必要」と語っている。

## 米国における精神障害者の職業リハビリテーション
米国における精神障害者の職業リハビリテーションにはさまざまなタイプがある。

### シェルタード・ワークショップ （sheltered workshop）
シェルタード・ワークショップとは障害者の職業上の訓練と収入を伴う就業機会の提供を行う施設である。元は身体障害者のためのサービスだったが精神障害者の扱いも徐々に行うようになった。1930年には、州立病院が発達したことにより、精神障害者へのサービス提供はごくわずかだったが、少しずつ職業リハビリゼーションへの関心が認められるようになっていった。1950年代には、精神病院の開放化が進み、職業リハビリテーションへの関心が高まった結果、精神障害者を対象とする特別な作業場が登場した。精神障害者のためのシェルタード・ワークショップには、身体障害者等を対象としてきた地域のリハビリテーション機関が精神障害者にまで対象範囲を広げる形で実施するものと精神病院内の組織の一部として発達してきたものとがある。

### ワーク・アクティビティ・センター （Work Activity Center）
通常の施設で就労することが困難な障害者（通常の最低賃金の50％以上の生産性を上げることのできない障害者が対象）に厚生労働基準上認められている施設がワーク・アクティビティ・センターである。クライアントに対し、生産性に応じて賃金を支払うことを要求するが、シェルタード・ワークショップとは違い、最低賃金の50％以下とすることが認められている。パートタイム労働や、リクテーションや社会的心理的サービスなどをリンクさせ、作業療法、創造活動、技術訓練などの包括的リハビリテーションを提供できる。ワーク・アクティビティ・センターは、精神障害者に対するサービス提供機関として価値が認められるようになってきた。精神病院では価値が大きいため、シェルタード・ワークショップもこれに切り替えるところが出来てきている。労働省の認可を受けているワークショップの50％近く、またワークショップで働く障害労働者の70％以上がこのプログラムの対象になっているといわれている。

### 移行的雇用プログラム（Transitional Employment Program, TEP)
TEPはシェルタード・ワークショップの延長として1960年代初めに実施されたのが始まりと言われている。精神障害者の自律的なリハビリテーション機関として有名な施設Fountain Houseが1964年に倣って導入した。Fountain Houseは精神障害者をメンバーとする精神社会クラブを中心に精神障害者の社会復帰に関する活動を行っている。Fountain  Houseの方式はさまざまなリハビリテーション機関などで採用されている、各種のリハビリテーションが生まれている。

### フェアウェザー・ロッジ（Fairweather Lodges)
フェアウェザー・ロッジは、TEPと並んで、シェルタード・ワークショップに代わるものとして、1950年代から、60年代に発達した制度である。フェアウェザーが長期入院者の社会復帰への既成の社会復帰の中継ぎの役割を果たす自律的な労働や、生活の場が必要と考え、患者によるフェアウェザーグループを構成した。このグループで自ら経営し労働するロッジと呼ばれるシステムを確立した。1989年時点では16州にフェアウェザー・ロッジがあり、テキサス州には47のロッジがあるといわれている。

### 企業との連携プログラム（Projects with Industry, PWI)
PWIは障害者に対し、地域のリハビリテーションサービス機関と連携して訓練を行う企業に補助を行うことで、一般雇用の道を開こうとするものである。1968年にできた当初は、デモンストレーション・プログラムとして設けられていたが、次第に補充されていき、精神薄弱者や精神障害者も対象となっていった。PWIもシェルタード・ワークショップの欠点を補うために発達した制度だといえる。1984年時点で84ものＰＷIの助成対象機関があるが、これらの機関も下部機関の支援などを行っているため、プログラムは膨大な数に膨れ上がる。1985年時点でPWIの対象者は、16000人であり、24％が精神障害者、18％が肢体不自由児,15%が精神遅滞者となっている。